# تاس‌ماهی‌نما
تاس‌ماهی‌نما (نام علمی: Aposturisoma myriodon) نام یک گونه از تیره مکنده‌دهانان است.